# Arthur Wenderroscky
Arthur Wenderroscky Sanches (Nova Friburgo, Río de Janeiro, 24 de febrero de 2005) es un futbolista brasileño. Juega de mediocentro ofensivo y su equipo actual es el Wydad Casablanca de la Liga de Fútbol de Marruecos.

## Trayectoria
Debutó como profesional el 4 de marzo de 2021, ingresó al minuto 75 para enfrentar a Resende por el Campeonato Carioca, perdieron 2-1. Su primer partido lo jugó con 16 años recién cumplidos y la camiseta número 17, se convirtió en el futbolista más joven de la era profesional de Fluminense en disputar un encuentro.
No volvió a tener más oportunidades y continuó su formación juvenil durante 2021 y 2022. En el año 2023 volvió a tener rodaje en Primera División, estuvo presente en la Serie A, Copa de Brasil, Campeonato Carioca y la Copa Libertadores. En 2024 comenzó con minutos en el Campeonato Carioca pero en la Serie A no tuvo oportunidades.
En septiembre de 2024 fue fichado por Wydad Casablanca, para jugar en la máxima categoría del fútbol de Marruecos.

## Selección nacional
Ha sido internacional con la selección de fútbol de Brasil en la categorías juveniles sub-15, sub-17 y sub-20.

## Estadísticas
Actualizado al último partido citado el 26 de junio de 2025.
| Club                       | Div.          | Temporada     | Liga  | Liga  | Liga   | Estatal | Estatal | Estatal | Copas nacionales | Copas nacionales | Copas nacionales | Copas internacionales | Copas internacionales | Copas internacionales | Total | Total | Total  |
| Club                       | Div.          | Temporada     | Part. | Goles | Asist. | Part.   | Goles   | Asist.  | Part.            | Goles            | Asist.           | Part.                 | Goles                 | Asist.                | Part. | Goles | Asist. |
| -------------------------- | ------------- | ------------- | ----- | ----- | ------ | ------- | ------- | ------- | ---------------- | ---------------- | ---------------- | --------------------- | --------------------- | --------------------- | ----- | ----- | ------ |
| Fluminense F. C. · Brasil  | 1.ª           | 2021          | -     | -     | -      | 1       | 0       | 0       | -                | -                | -                | -                     | -                     | -                     | 1     | 0     | 0      |
| Fluminense F. C. · Brasil  | 1.ª           | 2023          | 2     | 0     | 0      | 4       | 0       | 0       | 1                | 0                | 0                | 1                     | 0                     | 0                     | 8     | 0     | 0      |
| Fluminense F. C. · Brasil  | 1.ª           | 2024          | 0     | 0     | 0      | 5       | 0       | 1       | 0                | 0                | 0                | 0                     | 0                     | 0                     | 5     | 0     | 1      |
| Fluminense F. C. · Brasil  | Total club    | Total club    | 2     | 0     | 0      | 10      | 0       | 1       | 1                | 0                | 0                | 1                     | 0                     | 0                     | 14    | 0     | 1      |
| Wydad Casablanca Marruecos | 1.ª           | 2024-25       | 14    | 0     | 3      | —       | —       | —       | 4                | 1                | 0                | 0                     | 0                     | 0                     | 18    | 1     | 3      |
| Wydad Casablanca Marruecos | 1.ª           | 2025-26       | 0     | 0     | 0      | —       | —       | —       | 0                | 0                | 0                | -                     | -                     | -                     | 0     | 0     | 1      |
| Wydad Casablanca Marruecos | Total club    | Total club    | 14    | 0     | 3      | 0       | 0       | 0       | 4                | 1                | 0                | 0                     | 0                     | 0                     | 18    | 1     | 3      |
| Total carrera              | Total carrera | Total carrera | 16    | 0     | 3      | 10      | 0       | 1       | 5                | 1                | 0                | 1                     | 0                     | 0                     | 32    | 1     | 4      |
| 1. 2.                      |               |               |       |       |        |         |         |         |                  |                  |                  |                       |                       |                       |       |       |        |

## Palmarés

### Títulos internacionales
| Título                         | Equipo              | Sede     | Año  |
| ------------------------------ | ------------------- | -------- | ---- |
| Campeonato Sudamericano Sub-15 | Selección de Brasil | Colombia | 2019 |
| Copa Libertadores              | Fluminense F. C.    | Brasil   | 2023 |

### Títulos estatales
| Título             | Equipo           | País   | Año  |
| ------------------ | ---------------- | ------ | ---- |
| Campeonato Carioca | Fluminense F. C. | Brasil | 2023 |